# Dugolančani acil-(acil-nosilac-protein) reduktaza
Dugolančani acil-(acil-nosilac-protein) reduktaza (EC 1.2.1.80, dugolančana acil-(acp) reduktaza, masni acil-(acil-nosilac-protein) reduktaza, acil-(acp) reduktaza) je enzim sa sistematskim imenom dugolančani-aldehid:NAD(P)+ oksidoreduktaza (formira acil-(acil-nosilac protein)). Ovaj enzim katalizuje sledeću hemijsku reakciju
dugolančani aldehid + acil-nosilac protein + NAD(P)+ {\displaystyle \rightleftharpoons } dugolančani acil-[acil-nosilac protein] + +
Ovaj enzim katalizuje reakciju u suprotnom smeru. On je izdvojen iz cijanobakterije Synechococcus elongatus PCC 7942, i katalizuje NAD(P)H-zavisnu redukcija aktivirane masne kiseline (acil-[acp]) do korespondirajućeg aldehida. Zajedno sa EC 4.1.99.5, oktadekanal dekarbonilazom, on učestvuje u biosintezi alkana. Prirodni supstrati ovog enzima su C16 i C18 aktivirane masne kiseline. Za rad ovog enzima je neophodan Mg2+.

## Literatura
- Nicholas C. Price; Lewis Stevens (1999). Fundamentals of Enzymology: The Cell and Molecular Biology of Catalytic Proteins (Third изд.). USA: Oxford University Press. ISBN 019850229X.
- Eric J. Toone (2006). Advances in Enzymology and Related Areas of Molecular Biology, Protein Evolution (Volume 75 изд.). Wiley-Interscience. ISBN 0471205036.
- Branden C; Tooze J. Introduction to Protein Structure. New York, NY: Garland Publishing. ISBN 0-8153-2305-0.
- Irwin H. Segel. Enzyme Kinetics: Behavior and Analysis of Rapid Equilibrium and Steady-State Enzyme Systems (Book 44 изд.). Wiley Classics Library. ISBN 0471303097.
- William P. Jencks (1987). Catalysis in Chemistry and Enzymology. Dover Publications. ISBN 0486654605.

## Spoljašnje veze
- Long-chain+acyl-(acyl-carrier-protein)+reductase на 